# Il Gazzettino
Il Gazzettino è un quotidiano fondato nel 1887 a Venezia. Per diffusione è il maggior quotidiano del Triveneto. 

## Storia

### Dalla fondazione al 1945
Il Gazzettino è stato fondato il 20 marzo 1887 da Gianpietro Talamini.
Sul giornale per lungo tempo furono pubblicate novelle e romanzi a puntate, e questo contribuì notevolmente alla sua diffusione, inoltre il Talamini per aumentare il numero di lettori, abbassò il costo a 3 lire ed inserì notizie d'interesse comune.
Dai primi anni venti fino al 1963, una delle firme più celebri e popolari fu quella dell'inviato, critico teatrale, cinematografico e musicale Alberto Bertolini, che morì in un incidente stradale mentre era inviato per un servizio.
Nel 1941 assorbì la testata «Gazzetta di Venezia», che divenne l'edizione pomeridiana del quotidiano. La testata cessò nel 1945.

### Dal dopoguerra in poi
Dal 1944 al 1966 fu azionista, amministratore delegato e presidente della Editoriale San Marco, Augusto De Gasperi, fratello minore di Alcide De Gasperi. Tradizionalmente di orientamento molto conservatore, il quotidiano fu per molti decenni vicino alle posizioni più retrive della Democrazia Cristiana. Dal 1946 al 1959 l'edizione pomeridiana del quotidiano uscì con una propria testata, «Gazzettino sera».
Nel 1977 Il Gazzettino abbandonò la sede storica di Ca' Faccanon a Venezia e si trasferì nella nuova sede di Via Torino a Mestre. Nel 1983 una cordata di imprenditori veneti rilevò la Società Editrice Padana S.p.A., società editrice del quotidiano.
Nel luglio del 2006 il gruppo Caltagirone Editore acquista per 120 milioni il 52% della SEP e sottoscrive un accordo con Edizione Holding per acquistare a 16 euro, tra il 1° e il 31 dicembre 2008, 2.527.152 azioni (pari al 25,76%) della SEP. In totale, Caltagirone Editore deve corrispondere 51 milioni di euro a fronte dei contratti di opzione di acquisto e vendita sottoscritti su un 32,7% del capitale sociale.

Al 31 dicembre 2006 il gruppo Caltagirone Editore ha il 67,21% delle azioni, per una spesa totale di 143,6 milioni di euro.

## Edizioni
Dal 1989, per una ventina d'anni, è uscito in due dorsi: uno nazionale, uguale per tutte le edizioni, e uno locale. L'edizione del lunedì aveva come secondo dorso il fascicolo sportivo Ognisport. Dal 6 ottobre 2009 è passato a un unico dorso che comprende sia la parte nazionale (invariata per tutte le province) sia quella locale, inserita al centro come un fascicolo estraibile. Cambia anche il formato: dal grande e tradizionale formato lenzuolo al più moderno tabloid.
Responsabile del sito internet, attivato nella sua veste attuale il 21 ottobre 2013, è Gianluca Salvagno.
Il Gazzettino stampa ogni giorno oltre 200 pagine per le sue edizioni locali. A partire dagli ultimi trent'anni opera anche nel resto del Veneto (eccetto a Verona) e in parte del Friuli-Venezia Giulia.
Il giornale esce nelle edizioni di:
- Venezia-Mestre;
- Treviso;
- Padova;
- Belluno;
- Rovigo;
- Vicenza-Bassano (solo online);
- Friuli (Udine e Pordenone);.

## Direttori dal 1887
- Gianpietro Talamini, 1887-1934
- Ennio Talamini, 1934 - settembre 1936
- Giorgio Pini, (settembre-dicembre 1936)[5]
- Gino Rocca, 1937-1938
- Nino Cantalamessa, 1938-1943
- Giuseppe Ravegnani, marzo - 25 luglio 1943
- Enrico Motta, 1943-1943
- Diego Valeri, 1943-1943 (fino all'8 settembre)
- Nino Scorzon, 27/28 settembre - 24 ottobre 1943
- Guido Baroni, 25/26 ottobre 1943 - 27 aprile 1945
- Armando Gavagnin, 1945-1946
- Riccardo Forte, 1946-1947
- Giannino Marescalchi, 1947-1949
- Attilio Tommasini, 1950-1959
- Giuseppe Longo, 1960-1967
- Gilberto Formenti, 1967-1969
- Alberto Cavallari, 1969-1970
- Lauro Bergamo, 1970 - 1976
- Gianni Crovato, 1976 - 1983
- Gustavo Selva, 1983 - 1984
- Giorgio Lago, 1984 - 1996
- Giulio Giustiniani, 1996 - 2001
- Luigi Bacialli, 1º marzo 2001 - 12 luglio 2006
- Vittorio Pierobon (ad interim), 13 luglio 2006 - 23 luglio 2006
- Roberto Papetti, 24 luglio 2006 - in carica